# ヴォイツェフ・ベヴジュク
ヴォイチェフ・ベヴジュク（ウクライナ語: Войчех Бевжюк, 1902年5月8日 - 1987年7月20日）は、ソ連・ポーランドの軍人。少将。
ウクライナのオクラドノエ村出身。1924年に軍事学校を卒業し、労農赤軍に入隊。第2カフカーズ狙撃連隊において、グルジアの反共蜂起の鎮圧に参加した後、砲兵部隊で勤務。
1943年末に前線からシドリツェの訓練キャンプに呼び戻され、第1ポーランド師団の砲兵部長に任命される。1943年11月から1945年9月までズィグムント・ベルリンク将軍の第1ポーランド軍において、第1ポーランド師団長となり、赤軍と共にポーランドの解放に参加した。
戦後はポーランドに派遣され、ルブリン軍管区司令官に任命される。その後、国防省砲兵局に異動。1956年、同じくポーランド系ということでポーランドに派遣されていたコンスタンチン・ロコソフスキー等と共にソ連に帰国し、ソビエト軍に編入された。